# Erwin Weber
Erwin Jerzy Weber (ur. w 1907 w Krakowie, zm. w 1981 w Auckland (Nowa Zelandia)) – polski podróżnik, żeglarz, pierwszy Polak, który odbył samotny rejs oceaniczny.

## Życiorys
Erwin Weber ukończył studia na Politechnice Lwowskiej, po czym wyjechał do Paryża na praktykę inżynierską. Zauroczony literaturą żeglarską Alaina Gerbaulta, kierując się dewizą „mam prawo rozporządzać swoim życiem w taki sposób, jaki uznam za stosowny” we wrześniu 1932 roku kupił bilet III klasy i wsiadł na statek płynący na Polinezję. Tam poznał Gerbaulta, z którym zaprzyjaźnił się i który udzielił mu wielu żeglarskich rad i pomógł mu znaleźć i kupić na Tahiti (gdzie w Papeete od 1934 roku zamieszkał Weber) własny jacht.
Był to kuter o długości 6,2 m i szerokości 2 m. Weber nazwał go „Farys” (od nazwy muzułmańskiego wojownika). Na rufie wymalował nazwę portu macierzystego: „Gdynia”. Przy pomocy Gerbaulta przebudował jacht na kecz, wyposażając go w 30 m² żagli i wzmacniając pokład.
Weber odbył na „Farysie” liczne samotne podróże oceaniczne po Pacyfiku. 29 lutego 1936 roku wypłynął pod polską banderą z Papeete, kierując się w stronę Wysp Pod Wiatrem: Huahine, Raiatei i Tahai. Na Huahine spędził 2 dni, na Bora-Bora – 9. Był pierwszym Polakiem, który poznał uroki wyspy uznawanej wówczas za najpiękniejszą na świecie. Zwiedzał ja, ucztował z jej mieszkańcami, słuchał polinezyjskich legend. Z Bora-Bora wyruszył w kierunku Wysp Cooka. Po 13 dniach żeglugi dopłynął do wyspy Rarotonga. Wśród mieszkańców wyspy spędził 4 miesiące. Potem popłynął ku wyspie Palmerston. Na wyspie tej pozostała po nim pamiątka: mały koralowy pilers w lagunie nazywany przez mieszkańców „rafą Webera”. W Palmerston wziął na pokład Polinezyjczyka, Jimiego (a więc dalsza jego podróż już nie była samotna), syna miejscowego wodza, i popłynął wraz z nim na Samoa. Z przystankami na Tonga i Fidżi dopłynęli do Nowej Zelandii.
Po dłużej trwającym remoncie jachtu Weber udał się w maju 1938 roku, znów samotnie, w stronę wyspy Wallis, gdzie zamierzał ponownie spotkać się z Alainem Gerbaultem. Jednak w czasie silnego sztormu utracił chronometr, co uniemożliwiło mu określanie pozycji i w konsekwencji (w związku z niebezpieczeństwem licznych raf) zmusiło go do zawrócenia po 17 dniach na Nową Zelandię. 1 czerwca 1938 roku zacumował w Auckland, gdzie osiadł na stałe.
Weber łącznie spędził na oceanie 50 dni, przepłynął samotnie 3 200 mil morskich (i prawdopodobnie 1000 mil w towarzystwie Jimiego ). Jego samotne rejsy po Pacyfiku miały pionierski charakter w historii polskiego żeglarstwa.
Erwin Weber napisał wspomnienia ze swego pływania po Pacyfiku: Farys. Pierwszy polski samotny rejs oceaniczny (oprac. Anna Rybczyńska), wydane w 2002 roku przez wydawnictwo Baran i Suszyński (ISBN 83-88575-29-5).